# نظرية الألوان
نظرية الألوان (بالألمانية: Zur Farbenlehre) عمل ليوهان فولفغانغ فون غوته، يطرح فيه نظرته عن طبيعة الألوان والأطياف وكيفية إدراك الإنسان لها، وقدم في هذا العمل شرحاً (لانكسار الضوء) وكيفية عمل العين، وحلل تكيف الشبكية للظلام والضوء، نُشر للمرة الأولى في عام 1810. وعلى الرغم من أن العمل لم يلقَ اهتمام من قبل الفيزيائين، إلا أن عدداً من الفلاسفة والفيزيائيين اثنوا على اهتمامه ونظرياته ولكنهم رفضوا الكثير منها، ومنهم آرثر شوبنهاور -الذي نشر مقالاً يدافع فيه عن فكرة نيوتن في أن اللون الأبيض ناتج عن اتحاد الألوان بعد أن اتهم غوته نظريات نيوتن بالبطلان وقال أن اتحاد الألوان يُعطي لوناً رماديا لا أبيض.

## وصلات خارجية
- نظرية الألوان، على أرشيف الإنترنت.
- نظرية الألوان، على كتب جوجل.
- نظرية الألوان، على موقع أمازون.
- نظرية الألوان، على الفهرس العالمي.
- نظرية الألوان، على مكتبة جامعة هارفارد.
- نظرية الألوان، على جود ريدز.